# سيدريك سكوت
سيدريك سكوت (بالإنجليزية: Cedric Scott)‏ هو لاعب كرة القدم الكندية أمريكي، ولد في 19 أكتوبر 1977 في غولفبورت في الولايات المتحدة.

## وصلات خارجية
- سيدريك سكوت على موقع مرجع كرة القدم المحترفة.كوم (الإنجليزية)